# অ
Cette page contient des caractères spéciaux ou non latins. S’ils s’affichent mal (▯, ?, etc.), consultez la page d’aide Unicode.
অ, transcrit a ou ô, est une voyelle de l’alphasyllabaire assamais-bengali.

## Représentations informatiques
Son caractère Unicode est :
| formes       | représentations | chaînes de caractères | points de code | descriptions     | note                                       |
| ------------ | --------------- | --------------------- | -------------- | ---------------- | ------------------------------------------ |
| indépendante | অ               | অ                     | U+0985         | lettre bengali a | Cette voyelle n’a pas de forme dépendante. |